# NUTS:MK

NUTS-3-Regionen Nordmazedoniens

Als NUTS:MK oder NUTS-Regionen in Nordmazedonien bezeichnet man die territoriale Gliederung Nordmazedoniens gemäß der europäischen Systematik der Gebietseinheiten für die Statistik (NUTS).

## Grundlagen
In Nordmazedonien werden die drei NUTS- und zwei LAU-Ebenen wie folgt belegt:
- NUTS-1: Nordmazedonien
- NUTS-2: Nordmazedonien
- NUTS-3: 8  Статистички региони (Statistički regioni, statistische Regionen)
- LAU: 80 општини (Opštini, Gemeinden)

Dieser Code ist „vorläufig […]; er nimmt in keiner Weise die definitive Nomenklatur für das betreffende Land vorweg, die nach Abschluss der diesbezüglichen Verhandlungen bei den Vereinten Nationen zu diesem Thema festgelegt wird.“ (EC/Eurostat) Die Version in Lateinschrift ist nicht offiziell, und wird hier – wie in den Originaldokumenten – zum Verständnis erwähnt.

## Liste der NUTS-Regionen in Nordmazedonien
| NUTS 1 | NUTS 1         | NUTS 2 | NUTS 2         | NUTS 3 | NUTS 3                                   |
| ------ | -------------- | ------ | -------------- | ------ | ---------------------------------------- |
| MK0    | Nordmazedonien | MK00   | Nordmazedonien | MK001  | Вардарски (Vardarski, Vardar)            |
| MK0    | Nordmazedonien | MK00   | Nordmazedonien | MK002  | Источен (Istočen, Osten)                 |
| MK0    | Nordmazedonien | MK00   | Nordmazedonien | MK003  | Југозападен (Jugozapaden, Südwesten)     |
| MK0    | Nordmazedonien | MK00   | Nordmazedonien | MK004  | Југоисточен (Jugoistočen, Südosten)      |
| MK0    | Nordmazedonien | MK00   | Nordmazedonien | MK005  | Пелагониски (Pelagoniski, Pelagonien)    |
| MK0    | Nordmazedonien | MK00   | Nordmazedonien | MK006  | Полошки (Pološki, Polog)                 |
| MK0    | Nordmazedonien | MK00   | Nordmazedonien | MK007  | Североисточен (Severoistočen, Nordosten) |
| MK0    | Nordmazedonien | MK00   | Nordmazedonien | MK008  | Скопски (Skopski, Skopje)                |